# Lajos Vöneki
Lajos Vöneki (1830 Užhorod –  po roce 1890) byl poručík a poté nadporučík v maďarské válce za nezávislost, bojoval za italskou svobodu; Byl kapitánem ve vojsku Spojených států amerických, poté majorem v americké občanské válce na straně Severu.

## Život
Sloužil u husarů v hodnosti poručíka, pak bojoval jako poručík a poté jako nadporučík v maďarské válce za nezávislost (1848-1949). Po prohrané válce za nezávislost bojoval za italskou svobodu v Uherské legii a poté emigroval do Ameriky. V americké občanské válce sloužil jako kapitán 68. černošského pěšího pluku a později sloužil jako major v 51. missourském regimentu. V roce 1867 se vrátil do Uherska. Jeho jméno je zvěčněno na podstavci památníku občanské války ve Washingtonu.